# Tour de l'Ain 2024
Il Tour de l'Ain 2022, trentaseiesima edizione della corsa e valevole come evento dell'UCI Europe Tour 2024 categoria 2.1, si svolse in tre tappe dal 9 all'11 agosto 2022 su un percorso di 445,7 km, con partenza da Laiz e arrivo a Île Chambod, in Francia. La vittoria fu appannaggio dell'ecuadoriano Jefferson Alexander Cepeda, che completò il percorso in 10h39'23", alla media di 41,383 km/h, precedendo il francese Rémi Capron e l'italiano Stefano Oldani.
Sul traguardo di Île Chambod 67 ciclisti, degli 83 partiti da Laiz, portarono a termine la competizione.

## Tappe
| Tappa  | Data      | Percorso               | km    | Vincitore di tappa         | Leader cl. generale        |
| ------ | --------- | ---------------------- | ----- | -------------------------- | -------------------------- |
| 1ª     | 13 luglio | Laiz > Bourg-en-Bresse | 137,3 | Fergus Browning            | Fergus Browning            |
| 2ª     | 14 luglio | Saint-Vulbas > Lélex   | 155,3 | Jefferson Alexander Cepeda | Jefferson Alexander Cepeda |
| 3ª     | 15 luglio | Lagnieu > Île Chambod  | 153,1 | Rémi Capron                | Jefferson Alexander Cepeda |
| Totale | Totale    | Totale                 | 445,7 |                            |                            |

## Squadre e corridori partecipanti
| N.    | Cod. | Squadra                         |
| ----- | ---- | ------------------------------- |
| 1-6   | GFC  | Groupama-FDJ                    |
| 11-16 | DAT  | Decathlon AG2R La Mondiale Team |
| 21-26 | EFE  | EF Education-EasyPost           |
| 31-36 | ARK  | Arkéa-B&B Hotels                |
| 41-46 | UCN  | CIC U Nantes Atlantique         |
| 51-56 | COF  | Cofidis                         |
| 61-66 | AUB  | St Michel-Mavic-Auber93         |

| N.      | Cod. | Squadra                    |
| ------- | ---- | -------------------------- |
| 71-76   | VRR  | Van Rysel-Roubaix          |
| 81-86   | TEN  | TotalEnergies              |
| 91-96   | DEU  | Germania                   |
| 101-106 | NMC  | Nice Métropole Côte d'Azur |
| 111-116 | MOV  | Movistar Team              |
| 121-126 | BAI  | Bike Aid                   |
| 131-136 | TRI  | Trinity Racing             |

## Dettagli delle tappe

### 1ª tappa
- 13 luglio: Laiz > Bourg-en-Bresse – 137,3 km

Risultati
| Pos. | Corridore       | Squadra  | Tempo    |
| ---- | --------------- | -------- | -------- |
| 1    | Fergus Browning | Trinity  | 3h04'48" |
| 2    | Laurence Pithie | Groupama | s.t.     |
| 3    | Tobias Müller   | Germania | s.t.     |

| Pos. | Corridore       | Squadra  | Tempo    |
| ---- | --------------- | -------- | -------- |
| 1    | Fergus Browning | Trinity  | 3h04'38" |
| 2    | Laurence Pithie | Groupama | a 7"     |
| 3    | Tobias Müller   | Germania | a 9"     |

### 2ª tappa
- 14 luglio: Saint-Vulbas > Lélex – 155,3 km

Risultati
| Pos. | Corridore           | Squadra  | Tempo    |
| ---- | ------------------- | -------- | -------- |
| 1    | Jefferson A. Cepeda | EF       | 3h50'20" |
| 2    | Stefano Oldani      | Cofidis  | a 28"    |
| 3    | Rudy Molard         | Groupama | s.t.     |

| Pos. | Corridore           | Squadra  | Tempo    |
| ---- | ------------------- | -------- | -------- |
| 1    | Jefferson A. Cepeda | EF       | 6h54'58" |
| 2    | Stefano Oldani      | Cofidis  | a 32"    |
| 3    | Rudy Molard         | Groupama | a 33"    |

### 3ª tappa
- 15 luglio: Lagnieu > Île Chambod – 153,1 km

Risultati
| Pos. | Corridore          | Squadra   | Tempo    |
| ---- | ------------------ | --------- | -------- |
| 1    | Rémi Capron        | Van Rysel | 3h44'21" |
| 2    | Tom Donnenwirth    | Decathlon | s.t.     |
| 3    | Nicolas Breuillard | St Michel | s.t.     |

| Pos. | Corridore           | Squadra   | Tempo     |
| ---- | ------------------- | --------- | --------- |
| 1    | Jefferson A. Cepeda | EF        | 10h39'23" |
| 2    | Rémi Capron         | Van Rysel | a 34"     |
| 3    | Stefano Oldani      | Cofidis   | a 28"     |

## Evoluzione delle classifiche
| Tappa              | Vincitore                  | Classifica generale Maglia gialla | Classifica a punti Maglia verde | Classifica scalatori Maglia rossa | Classifica giovani Maglia bianca | Classifica a squadre       |
| ------------------ | -------------------------- | --------------------------------- | ------------------------------- | --------------------------------- | -------------------------------- | -------------------------- |
| 1ª                 | Fergus Browning            | Fergus Browning                   | Fergus Browning                 | Fergus Browning                   | Fergus Browning                  | Nice Métropole Côte d'Azur |
| 2ª                 | Jefferson Alexander Cepeda | Jefferson Alexander Cepeda        | Fergus Browning                 | Robin Plamondon                   | Killian Verschuren               | EF Education-EasyPost      |
| 3ª                 | Rémi Capron                | Jefferson Alexander Cepeda        | Stefano Oldani                  | Rémi Lelandais                    | Killian Verschuren               | EF Education-EasyPost      |
| Classifiche finali | Classifiche finali         | Jefferson Alexander Cepeda        | Stefano Oldani                  | Rémi Lelandais                    | Killian Verschuren               | EF Education-EasyPost      |

Maglie indossate da altri ciclisti in caso di due o più maglie vinte
- Nella 2ª tappa Laurence Pithie ha indossato la maglia verde al posto di Fergus Browning.
- Nella 2ª tappa Robin Plamondon ha indossato la maglia rossa al posto di Fergus Browning.
- Nella 2ª tappa Tobias Müller ha indossato la maglia bianca al posto di Fergus Browning.

## Classifiche finali

### Classifica generale - Maglia gialla
| Pos. | Corridore          | Squadra   | Tempo     |
| ---- | ------------------ | --------- | --------- |
| 1    | J.A. Cepeda        | EF        | 10h39'23" |
| 2    | Rémi Capron        | Van Rysel | a 24"     |
| 3    | Stefano Oldani     | Cofidis   | a 28"     |
| 4    | Tom Donnenwirth    | Decathlon | s.t.      |
| 5    | Rudy Molard        | Groupama  | a 29"     |
| 6    | Nicolas Breuillard | St Michel | a 30"     |
| 7    | Victor Lafay       | Decathlon | a 34"     |
| 8    | Ben Hermans        | Cofidis   | s.t.      |
| 9    | Archie Ryan        | EF        | s.t.      |
| 10   | Antonio Pedrero    | Movistar  | a 40"     |

### Classifica a punti - Maglia verde
| Pos. | Corridore       | Squadra   | Punti |
| ---- | --------------- | --------- | ----- |
| 1    | Stefano Oldani  | Cofidis   | 42    |
| 2    | Tom Donnenwirth | Decathlon | 34    |
| 3    | Rudy Molard     | Groupama  | 34    |
| 4    | Fergus Browning | Trinity   | 33    |
| 5    | Rémi Capron     | Van Rysel | 32    |

### Classifica scalatori - Maglia rossa
| Pos. | Corridore           | Squadra   | Punti |
| ---- | ------------------- | --------- | ----- |
| 1    | Rémi Lelandais      | Arkéa     | 31    |
| 2    | Robin Plamondon     | U Nantes  | 20    |
| 3    | Jefferson A. Cepeda | EF        | 18    |
| 4    | Geoffrey Bouchard   | Decathlon | 18    |
| 5    | Maxime Jarnet       | Van Rysel | 18    |

### Classifica giovani - Maglia bianca
| Pos. | Corridore          | Squadra   | Tempo     |
| ---- | ------------------ | --------- | --------- |
| 1    | Killian Verschuren | Decathlon | 10h42'47" |
| 2    | William Smith      | Trinity   | a 17"     |
| 3    | Vincent John       | Germania  | a 5'46"   |
| 4    | Laurence Pithie    | Groupama  | a 16'31"  |
| 5    | Dean Harvey        | Trinity   | a 20'14"  |

### Classifica a squadre
| Pos. | Squadra                    | Tempo     |
| ---- | -------------------------- | --------- |
| 1    | EF Education-EasyPost      | 32h00'54" |
| 2    | Decathlon AG2R La Mondiale | a 1'47"   |
| 3    | Movistar Team              | a 1'56"   |
| 4    | Groupama-FDJ               | a 3'14"   |
| 5    | Arkéa-B&B Hotels           | a 4'55"   |